# Tetsu Ikuzawa
 (juillet 2025).
Si vous disposez d'ouvrages ou d'articles de référence ou si vous connaissez des sites web de qualité traitant du thème abordé ici, merci de compléter l'article en donnant les références utiles à sa vérifiabilité et en les liant à la section « Notes et références ».
Pas d'image ? Cliquez ici
Tetsu Ikuzawa (生沢 徹, Ikuzawa Tetsu), né le 21 août 1942, est un pilote automobile japonais de Sport-prototypes. Il est le premier pilote japonais à prendre, en 1973, le départ des 24 Heures du Mans. Il s'engage à bord d'une Sigma MC73 à moteur Wankel.